# Ikrit
Ikrit (arab. إقرت) – nieistniejąca już arabska wieś, która była położona w Dystrykcie Akki w Mandacie Palestyny. Wieś została wyludniona i zniszczona podczas I wojny izraelsko-arabskiej, po zajęciu przez Siły Obronne Izraela w dniu 5 listopada 1948 roku.

## Położenie
Ikrit leżała wśród wzgórz w północnej części Górnej Galilei, w odległości 25,5 km na północny wschód od miasta Akka. Według danych z 1945 roku do wsi należały ziemie o powierzchni 2472,2 ha. We wsi mieszkało wówczas 490 osób.
| Własność gruntów | Powierzchnia gruntów [ha] |
| ---------------- | ------------------------- |
| Arabowie         | 2171,1                    |
| Żydzi            | 0                         |
| publiczne        | 301,1                     |
| Razem            | 2472,2                    |

| Rodzaj użytkowanych gruntów | Powierzchnia [ha] |
| --------------------------- | ----------------- |
| uprawy oliwek               | 8                 |
| uprawy nawadniane           | 45,8              |
| uprawy zbóż                 | 188,8             |
| nieużytki                   | 2230,8            |
| zabudowane                  | 6,8               |

## Historia

Izraelscy żołnierze we wsi Ikrit, 3 listopada 1948 r.

W czasach krzyżowców wieś była nazywana Acref. W 1596 roku Ikrit była dużą wsią, liczącą 374 mieszkańców, którzy utrzymywali się z upraw pszenicy, jęczmienia, oliwek, winorośli oraz hodowli kóz i uli. W wyniku I wojny światowej cała Palestyna przeszła pod panowanie Brytyjczyków, którzy utworzyli Brytyjski Mandat Palestyny. W okresie panowania Brytyjczyków Ikrit była małą wsią. Zamieszkiwali ją Arabowie chrześcijanie, i z tego powodu Kościół greckokatolicki utrzymywał tutaj cerkiew oraz szkołę podstawową.

Przyjęta 29 listopada 1947 roku Rezolucja Zgromadzenia Ogólnego ONZ nr 181 przyznała obszar wiosek Ikrit i Tarbicha państwu arabskiemu. Podczas wojny domowej w Mandacie Palestyny w rejonie wioski stacjonowały siły Arabskiej Armii Wyzwoleńczej. Podczas I wojny izraelsko-arabskiej w październiku 1948 roku Izraelczycy przeprowadzili operację „Hiram”. 31 października Ikrit została zajęta przez izraelskich żołnierzy. Następnie, w pierwszych dniach listopada wysiedlono wszystkich mieszkańców, a domy wyburzono.

## Miejsce obecnie
Na gruntach wioski Ikrit powstał w 1949 roku moszaw Szomera, a w 1960 roku moszaw Ewen Menachem. Palestyński historyk Walid Chalidi, tak opisał pozostałości wioski Ikrit: „Jedynym zachowanym zabytkiem jest murowana cerkiew greckokatolicka z płaskim dachem, z którego wznosi się prostokątna dzwonnica. Posiada prostokątne drzwi ze zdobionym okrągłym łukiem i rzeźbami nad szczytem nadproża”.